# Episzkopális Egyház (Egyesült Államok)
Az amerikai Episzkopális Egyház, hivatalosan az Amerikai Egyesült Államok Protestáns Episzkopális Egyháza, az Anglikán Közösség tagegyháza az Egyesült Államokban. Protestáns egyház, amelynek 9 provinciája, 106 egyházmegyéje és közel 6.800 lelkészsége van. Elnök-püspöke Sean Rowe, aki 2024. novembere óta viszi a tisztséget. Elődje, Michael Bruce Curry, az első afroamerikai személy, aki betöltötte ezt a pozíciót.
2011-ben az ország 14. legnagyobb felekezetének számított. 2015-ben a Pew Resarch felmérése alapján a felnőtt lakosság 1,2%-a vagyis közel 3 millió volt episzkopális. Az 1960-as évek óta a taglétszám folyamatosan csökken, különösen az ország északkeleti és középnyugati részében. 2022-ben 1.584.784 tagja volt, akik közül 1.432.082 élt az Egyesült Államok területén.
Az egyház alapítása az amerikai függetlenségi háború végére tehető, amikoris elvált a Church of Englandtől, mivel a klérusnak engedelmességet kellett fogadnia a brit uralkodónak, mint az egyház fejének. Önmagát protestáns, de még katolikus jelzővel illeti és alkalmazza az apostoli szukcessziót, vagyis a püspökeit az apostolokhoz vezeti vissza az egyházi rend szentségén belül. Az 1979-ben kiadott Book of Common Prayer – ami egy gyűjteménye a rítusoknak, áldásoknak, liturgiáknak és imádságoknak, és az Anglikán Közösség valamennyi tagegyházában megtalálható – az episzkopális istentisztelet központja. Teológiai nézetek széles spektruma található meg az egyházon belül, ideértve az evangelikál, anglo-katolikus és broad church irányzatokat is.
Történelmileg az egyház tagjai vezető szerepet játszottak az amerikai történelemben, különösen a politikában, gazdaságban, tudományban, művészetekben és az oktatásban. A függetlenségi nyilatkozat aláírói háromnegyedének volt valamilyen kapcsolata az egyházzal, és az amerikai elnökök több mint negyede vallotta magát episzkopálisnak. Az amerikai tudományos elit és a Nobel-díjasok között is nagy számban találhatóak episzkopálisok. A 19. század végén és a 20. század elején számos egyháztag aktív szerepet vállalt a Social Gospel nevű mozgalomban.
Az 1960-as illetve 1970-es évektől kezdve az egyház liberális irányt vett, azonban a liberálisok és konzervatívak széles spektruma továbbra is megtalálható. Mindig is ellenezte a halálbüntetést és támogatta a civil jogi mozgalmakat. 2015-ben a 78. alkalommal megrendezett Általános Közgyűlésen elfogadták az egyneműek házasságát és két új liturgiát hagytak jóvá a megáldásukra. Az egyház az LMBT emberek teljes elfogadására hív. Emiatt 2007-ben és 2008-ban négy egyházmegye elszakadt és csatlakoztak az Anglican Church of the Southern Cone of Americahoz. 12 másik joghatóság, amely közel 100 ezer embert érintett akkor, létrehozta az Észak-Amerikai Anglikán Egyházat (angol rövidítéssel: ACNA). Az ACNA és az egyház nincsenek kommunióban egymással, sőt, az ACNA még csak nem is tagja a hivatalosan vett Anglikán Közösségnek.
Központi temploma a fővárosban, Washington DC-ben található Szent Péter és Pál katedrális, amit gyakran csak Washingtoni Nemzeti Katedrálisként emlegetnek. A Washingtoni Egyházmegye püspökének széktemploma is.

## Tagság
2001-ben egy felmérés alapján 3,5 millió amerikai vallotta magát episzkopálisnak akár önazonosság, akár egyházi státusz alapján. 2014-ben a Pew Resarch felmérése szerint az akkori 245 millió amerikai felnőtt 1,2%-a, vagyis 3 millió ember vallotta magát episzkopálisnak.
2000-ben gyűjtött adatok alapján District of Columbia, Rhode Island, Connecticut és Virginia államokban a legmagasabb az egy főre jutó tagság, valamint a keleti parti államokban ez a szám lényegesen magasabb, mint a nyugati parti államokban. A legtöbb egyháztag New Yorkban él, több mint 200 ezer fő.
2012-ben az egyháztagok körülbelül 12%-a korábban katolikus volt, közülük 432 lelkész is, akiket korábban katolikus papként szenteltek. A 2012-t követő években több mint 225 ezer római katolikus tért át az egyházhoz.
2022-ben az egyháznak 1.584.785 fő aktív tagja volt, akik közül 1.432.082 élt az Egyesült Államokban. Az átlagos vasárnapi istentiszteleti látogatottság 2018-ban 962.529 fő volt, ami 2008-hoz képest 24,7%-os csökkenés. 2016-ban egy a Cambridge University Pressben megjelent tanulmány szerint több mint 2,4 millió megkeresztelt tagja van, ideértve az inaktív tagokat is.
Az egyház taglétszáma látványos növekedésbe kezdett a 20. század elején, de mint valamennyi történelmi egyház, ezt követően csökkent. Az 1925-ös 1,1 millió főből az 1960-as évek közepére 3,4 millió egyháztag lett. 1970 és 1990 között ez a szám 2,4 millióra csökkent. Ezt követően megváltoztatták az egyháztagok számolásának módját, amely miatt a taglétszám a 21. század elejéig jóformán változatlan maradt, amikor is kisebb növekedés látszott. 2003 és 2005 között legalább 115 ezer ember hagyta el az egyházat, amelynek legfőbb oka a teóriák szerint az, hogy az egyház képtelen volt átlépni a sokszínű társadalom etnikai korlátait. 1965 még 880 ezer gyermek volt a vasárnapi iskolákban, ám ez a szám 2001-re 297 ezerre csökkent.
Az egyház tagjai általában haladóbbak, mint az Egyesült Államok más keresztény felekezeteinek tagjai. Az egyház progresszív hírneve ellenére azonban a tagok jelentős része konzervatívnak mondja magát, bár általában hajlamosak mérsékeltre torzítani. A Pew Research Center 2014-es felmérésében 494 episzkopálist kérdeztek meg a politikai hovatartozásukról: 49%-uk demokratának, 39%-uk republikánusnak mondta magát, 12%-uknak pedig nem volt preferenciája.

## Szerkezeti felépítés
Az egyház irányítása a püspöki rendszeren és saját kánonjogon alapszik. Egyházmegyékbe szerveződik, amelyek élén a megyéspüspök áll választott világi tagok közösségével. Az egyház erősen decentralizált, karakterisztikája pedig konföderáció.

### Lelkészségek és egyházmegyék
Helyi szinten több mint 6.400 lelkészség található, amelyek mindegyike rendelkezik világi testülettel. A megyéspüspök jóváhagyásával ún. meghívásos alapon választanak lelkészt és diakónust; az előbbinek spirituális értelemben joghatósága van.
Középszinten az egyházmegye áll, amelynek feje a megyéspüspök, akit egy állandó bizottság támogat. Mind a megyéspüspököt, mind pedig az állandó bizottság tagjait választják az egyházmegye papsága és a laikusok által. Az egyházmegyék 9 provinciába rendeződnek, amelyeknek saját szinódusuk és költségvetésük van, végrehajtói hatalmuk az egyházmegyék felett azonban nincs.
106 egyházmegye található az Egyesült Államokban, Kolumbiában, a Dominikai Köztársaságban, Ecuadorban, Haitin, Hondurason, Puerto Ricoban, Tajvanon, Venezuelában, Kubában és a Virgin-szigeteken. Az Európai Episzkopális Egyházak Gyűlése és a Navahó Területi Misszió az egyházmegyékkel azonos joghtóság.

### Irányítás
Az egyház legmagasabb szintű irányítói szervezete a három évente megrendezésre kerülő Általános Közgyűlés, amelyen részt vesz a püspökök testülete és az egyházmegyék delegációja. Az előbbinek több mint 300 tagja van (aktív és nyugdíjas egyaránt; megyés-, koadjuktor- és segédpüspök). Az utóbbit több mint 800 tag alkotja, amibe az egyházmegyék négy lelkészt és négy világi tagot delegálnak. Ők választják meg a közgyűlés elnökét és alelnökét. A közgyűléseknek két fő témája van: elsődlegesen szabályok hozatala és módosítása, amelyek által az egyház irányítás alatt áll, összhangban a kánonnal; másodlagosan pedig hogy meghatározzák az egyház irányvonalát. Noha a világi testület csak háromévente ülésezik, ennek ellenére a püspökök testületét időközben rendszeresen összehívják.
Az elnök-püspököt a püspökök testülete választja saját tagjai közül, majd a világi testület ezt megerősíti. Szolgálata ideje 9 évre szól. Az elnök-püspök a legfőbb pásztor, egyben az egyház prímása és megbízott vezetője. Közvetlen végrehajtói hatalma nincs, azonban joga van bármikor meglátogatni bármelyik templomot és ott prédikáljon vagy helyi ügyeket vitasson meg. Emellett az Episzkopális Egyház Központjának vezetője is, ami New Yorkban található.
Az Általános Közgyűlés kánonjainak IV. fejeze rendelkezik az egyházi bíróságok rendszeréről. Ezek a bíróságok fel vannak hatalmazva diakónusok, papok és püspökök fegyelmezésére és leváltására.

## Istentisztelet és liturgia
A Book of Common Prayer általi istentisztelet az episzkopális identitás központja és az egység fő forrása. A jelenleg érvényben lévő változatot 1979-ben adták és hasonló azokhoz a kiadványokhoz, amelyeket más anglikán egyházak használnak. Tartalmazza az egyház valamennyi istentiszteleti rendjét.
Az egyház felfogása az istentiszteletről szentségi, amit a katekizmus így definiál: "egy külső és látható jele egy nekünk adatott belső és spirituális kegyelemnek". Az episzkopálisok hite szerint a szentségek anyagi dolgok, amiket Isten használ az emberek életében. A keresztség és az Eucharisztia, mint "az Evangélium két nagy szentsége" vannak nyilvántartva. Szentségi rítusok: a konfirmáció, papi rend, szentségi házasság, bűnbánat és a betegek kenete. Lehetőség van fülgyónásra, habár ez nem annyira gyakorolt, mint a római katolikus egyházban, mivel az istentisztelet tartalmaz egy ún. általános gyónást.
Az imakönyv kijelenti, hogy az Eucharisztia vagy Úrvacsora "a keresztény istentisztelet legfőbb cselekedete az Úr napján". Az istentisztelet két részre oszlik: az első, az igeliturgia, amelyben négy bibliai igeszakaszt olvasnak fel, majd ezt követi a prédikáció. Az olvasmányok a perikóparend szerint kerülnek elosztásra három éven keresztül, biztosítva ezáltal, hogy a teljes Biblia elhangozhasson. Az istentisztelet második részében a hangsúly az Eucharisztiára helyeződik. Az egyház a reálprezencia tanát hiszi, vagyis hogy a kenyér és a bor valóságosan Krisztus Testévé és Vérévé válik, ugyanakkor, ennek módját nem definiálja. Valamennyi templomban megőrizték a korábbról fennmaradt áldoztatórácsot és átálltak a gyülekezettel szembeni celebrálásra (a keleti irányú, ad orientem celebrálás néhány helyen még fennmaradt).
Gyakran maga a közösség vagy a liturgia az alábbiak egyike lehet:
- High Church: a lelkészek által viselt alba, stóla és kazula (miseruha) mellett az asszisztencia és a kórus is liturgikus öltözetben van, leggyakrabban talárban és karingben. Gyakran használják a füstölőt. A hangsúly magára a liturgiára és a liturgikus cselekedetekre helyeződik. Az istentiszteletet gyakran misének (angolul: mass) nevezik, hiszen annak felépítése némi kivétellel szinte megegyezik a római katolikus szentmise felépítésével. A templomban található áldoztatórács, ahol a hívők térdelve vehetik magukhoz az Eucharisztiát. A liturgia során népénekeket énekelnek, általában kórus és orgona kíséretével. Ahol a lelkészek száma megengedi, a magyar néphagyományban három papos misének nevezett istentiszteletet celebrálnak (áldozópap, diakónus, szubdiakónus). A Mária-tisztelet néhány ilyen és az összes anglo-katolikus közösségben megtalálható.
- Low Church: lényegesen egyszerűbb felépítésű és gyakran megtalálhatóak bennük olyan elemek, mint az informális énekek vagy könnyűzene. Itt a hangsúly inkább a tradicionális protestáns irányba mutat, vagyis az igehirdetés a liturgia központja. A szertartás valamennyi részét mondják (éneklés helyett). Néhány ilyen közösség evangelikál irányvonalat követ.

A szentek tisztelete az egyházon belül egy ősi hagyomány folytatása, amely már megtalálható volt az ősegyházban is. A szent szó használata megegyezik a római katolikus és ortodox hagyományokkal. Általánosságban a szentekkel együtt imádkoznak, nem pedig a szentekhez, habár kérhetik közbenjárásukat. Az anglo-katolukus hagyományban kizárólag a közbenjárásukat kérik.

## Hitelvek
Az episzkopális hit és vallásgyakorlás központja Jézus Krisztus élete, tanítása és feltámadása. Az egyház tanításai megtalálhatóak a szentírási kánonban és megérthetőek az apostoli és niceai hitvallásban, a szentségi rítusokban valamint a katekizmusban. Néhány tanítás ezek közül:
- Az ember Isten teremtésének része, amely Isten képmására lett létrehozva és ezért szabad akarattal rendelkezik: hogy szeressen, gondolkodjon és harmóniában éljen a teremtett világgal és Istennel;
- a bűn, ami a saját akaratunk előtérbe helyezése az isteni akarattal szemben, megfertőzte az emberi természetet, ezért eltorzítja kapcsolatunkat az Istennel, más emberekkel és minden teremtménnyel, ami miatt az élet végül halállal végződik;
- a bűnnek hatalma van felettünk, mert elvesztettük szabadságunkat, amikor kapcsolatunk az Istennel eltorzult, és a megváltás Isten bármilyen olyan cselekedete, ami megszabadít minket a bűn, a gonosz és a halál erői közül;
- Jézus Krisztus testtélételének és feltámadásának tana: Jézus Krisztus valóságos Isten és valóságos ember;
- Jézus megbocsátást és örök életet ad annak, aki hisz és megkeresztelkedik;
- Isten az Atya, Isten a Fiú és Isten a Szentlélek egy Isten három személyben, együttes elnevezésben Szentháromság (három és mégis egy);
- a Szentírást (gyakori nevén: Bibliát), vagyis az Ó- és Újszövetséget, olyan emberek írták, akiket a Szentlélek inspirált. Az apokrifokat a keresztény istentisztelet során lehet használni, de nem mint tanítások forrásai;
- a Biblia minden szükséges dolgot tartalmaz a megváltáshoz és semmi olyan nem tanítható ezzel kapcsolatban, ami nem bizonyítható be a Szentírás alapján;
- a szentségek külső és látható jelei Isten belső és spirituális kegyelmének. A két szükséges szentség a keresztség és az Úrvacsora (utóbbit gyakran nevezik Eucharisztiának, Az Úr Asztalának és más neveken is). A gyermekkeresztség gyakorlata és ösztönzése. Az Úrvacsorát minden vasárnap meg kell ünnepelni és nyitva áll minden megkeresztelt ember előtt;
- további szentségek: bérmálás, egyházi rend, házasság, bűnbocsánat és betegek kenete. Noha ezek a kegyelem jelei, nem szükségesek minden ember számára, ellenben a keresztséggel és az Úrvacsorával;
- hit a túlvilági életben: menny és pokol. A mennyország a hívők feltámadása az örök életre Isten jelenlétével. A pokol az örök halál Isten akaratlagos elutasítása miatt;
- a hegyibeszéd hangsúlyossága és a főparancsolatok általi élet (szeresd az Istent és az embertársadat);
- hit a püspöki rendszerű, óegyházi egyházfelépítésben, valamint a papság három szintjében, név szerint a püspökökben, papokban és diakónusokban. Férfiak és nők egyaránt szentelhetőek. A klérus házassága megengedett;
- apostoli szukcesszió: hit abban, hogy az episzkopális és anglikán püspökök az apostoli hagyományok folytatói, az ősegyház spirituális leszármazottai;
- az Úr imádságnak (Miatyánk) elimádkozása annak eredeti formája alapján és mint minta más imádságokhoz. Az imádságok fajtái: imádó, hálaadó, engesztelő, kérő, közbenjáró;
- az egyházi év főünnepeinek megünneplése és a szentek emléknapjairól való megemlékezés;
- hit abban, hogy a kegyelem Istentől ered, amit nem nyertünk el és nem érdemlünk meg, ugyanakkor Isten megbocsájtja bűneinket, megvilágosítja elménket, megmozgatja szívünket és megszilárdítja akaratunkat, és teszi ezt folyamatosan a szentségek, imádságok és istentiszteletek által.

A gyakorlatban azonban nem minden episzkopális hisz valamennyi hittételben, ugyanakkor a felszentelt lelkészektől elvárják, hogy "ünnepélyesen elkötelezzék magukat". Az egyház a középvonalat képviseli a protestáns és a római katolikus egyház tanításai és gyakorlatai között.
Teológiai nézetek széles spektruma található meg az egyházon belül. Néhány egyháztag és teológus evangelikál nézeteket vall, megerősítve ezzel azt, hogy a Szentírás hitelessége mindenek felett áll. Az egyház szótára ugyanakkora egyfajta egyensúlyként definiálja a hit forrását a Szentírás, a hagyomány és az értelem között. Ezt gyakran háromlábú széknek is nevezik, amelyik felborul, ha bármelyik láb túlsúlyba kerül. Ez a hármas felosztás visszavezethető Richard Hooker műveihez, aki egy 16. században élt apologetikus volt. Az ő modelljében a Szentírás az elsődleges forrás, ezért a benne írtakat igaznak fogadjuk el. Dolgokat, amelyeket a hagyomány határoz meg, szükséges ellenőrizni az értelemmel. Néhány episzkopális időközben azonban átvette Wesley négyszöges metodista teológiáját, amely ehhez a székhez hozzáad egy negyedik lábat, a tapasztalást. Ennek megértésében nagy szerepet játszik Friedrich Schleiermacher munkája.
Az egyházban jelenlévő különböző keresztény nézőpontok egyik nyilvános példája az volt, amikor 2003-ban püspökké szentelték a nyíltan meleg és tartós párkapcsolatban élő Gene Robinsont. Szentelésének elfogadása illetve elutasítása a Szentírás megértésének különböző módjain alapult. Ez a viszály számos egyháztagban megerősítette azt, hogy  az egyház nem tarthatja fent a kapcsolatát a nagyobb Anglikán Egyházzal. Mások ugyanakkor ezt a pluralizmust egyfajta eszköznek tartják, hiszen így mindkét fél egyensúlyra törekedhet.
Robin Williams komikus egyszer azt mondta, hogy az episzkopális hit "katolikus lite – ugyanazok a rituálék, fele bűntudattal".

### Szociális pozíciók

#### Gazdasági problémák
1991-ben az általános közgyűlés ajánlotta, hogy az azonos feladatokat ellátó lelkészi és világi tagok fizetését és egyéb díjazását tegyék egyenlővé. 1982-ben és 1997-ben a közgyűlés felszólította az egyházat, hogy a lelkészségek növeljék erőfeszítéseiket a szegények iránt. 2003-ban felszolították a törvényhozókat, hogy emeljék meg a nemzeti bérminimumot és legyenek élhető bérek egészségügyi hozzájárulásokkal, mint nemzeti standard.

#### Házassági egyenlőség, gender, szexualitás
Az egyház ellenez minden olyan törvényt, amely diszkriminál nemi, szexuális orientáció vagy nemi irányultság alapján. Ennek az egyik jele, hogy nőket szentelnek a papi rendek minden fokozatába. Hasonlóan, nyíltan meleg, leszbikus, biszexuális és transzgender személyek is szentelhetőek. Az egyház állásfoglalása szerint a házasság két ember közötti szexuális intimitás történelmi keresztény szabványa, ugyanakkor arra ösztönzi a lelkészeket és a világiakat, hogy folytassák a szolgálatot és a párbeszédet „a házasságon kívüli szexuális intim kapcsolatok növekvő számával”.
2015-ben a háromévenkénti általános közgyűlés elfogadta a kanonikus és liturgikus változásokat annak érdekében, hogy házassági egyenlőséget biztosítson az episzkopálisok számára. A két új rítus olyan nyelvezetet használ, amelyben a névmások megváltoztathatóak. A megyéspüspökök egyénileg dönthettek arról, hogy melyik egyházmegye melyik lelkészségén engedélyezik a szentségi házasságot. Azok a püspökök pedig, akik ezt nem engedték, az őket felkereső párokat kötelesek voltak olyan egyházmegyébe irányítani, ahol a rítust meg lehetett tartani. A 2018-ban tartott közgyűlést követően már mindenhol kötelesek voltak a szertartást megtartani, függetlenül a megyéspüspök rendelkezésétől. Az egyház ellenez minden olyan állami és szövetségi alkotmányos eljárást, ami megtiltja az egyneműek házasságát.

#### Faji egyenlőség
1861-ben John Henry Hopkins egyik vitairatában azt írta, hogy az Újszövetség (saját nézetei) szerint nem bűn a rabszolgaság per se. Sőt, szerinte a rabszolgaság kifogásolható intézmény volt, és nem háborúval, hanem megállapodással kellett megszüntetni. 1863-ban aztán az egyház elkezdett elhatárolódni a rabszolgaságtól, ugyanakkor ez nem tudta szétszakítani a gyülekezeteket, mint történt számos más egyházban. Hopkins 1865-ig ült püspöki székében.
Az amerikai kereszténységen belüli Social Gospel mozgalom a faji igazságosság és a megbékélési aktivizmus fő támasza volt az episzkopális lelkészség és a laikusok körében a 19. század elején és a 20. század elején, és hangsúlyozta azt a nézetet, hogy a bűn „több, mint egyéni; az emberi társadalom gonosz erőinek következményei, így az üdvösségnek magában kell foglalnia a társadalmi rend és az egyén megváltását is."
1991-ben az általános közgyűlés kimondta, hogy „a rasszizmus gyakorlata bűn”, 2006-ban pedig a püspökök testülete egyhangúlag jóváhagyta az A123-as határozatot, amelyben bocsánatot kért a rabszolgaság intézményében való közreműködésért, valamint a „Jim Crow” törvényei, a szegregáció és a faji hovatartozás miatti hallgatásért. 2018-ban a charlottesville-i fehér nacionalista gyűlést követően Michael B. Curry elnök-püspök azt mondta, hogy "a fanatizmus foltja ismét ellepte földünket", és felszólította a püspököket, hogy inkább "az Isten szeretett közösségének megteremtésére irányuló szeretetet válasszák a Földön", mint a gyűlöletet.
2021. áprilisában a püspökök testülete három év tanulmányozás után nyilvánosságra hozta a faji igazságosság ellenőrzésének megállapításait, amelyben kilenc olyan területet említettek meg, ahol az egyházon belül javítani kell a rendszerszintű rasszizmust.

#### Abortusz
Az emberi élet szent "a kezdettől a halálig", és az egyház ellenzi a választott abortuszt. Elítéli az abortuszt születésszabályozási, nemi kiválasztási, családtervezési módszerként vagy „bármilyen kényelmi okból” történő alkalmazását. Az egyház elismeri a nők jogát, hogy „csak szélsőséges helyzetekben” válasszák az eljárást. Kijelentette, hogy az abortuszt tiltó törvények nem foglalkoznak az azokat előidéző társadalmi feltételekkel. Az egyház álláspontját meghatározó 1994-es határozat „egyértelműen ellenezte a helyi, állami vagy nemzeti kormányok minden olyan törvényhozói, végrehajtói vagy bírósági intézkedését, amely korlátozza a nők azon jogát, hogy tájékozott döntést hozzon a terhesség megszakításáról, vagy korlátozza a nő hozzáférését a döntése alapján történő cselekvés biztonságos eszközeihez."

#### Eutanázia
Az egyház helyteleníti a segített öngyilkosságot és az eutanázia egyéb formáit, de azt tanítja, hogy megengedhető az orvosi kezelések, például a mesterséges táplálás és a folyadékpótlás visszavonása, ha az ilyen kezelés terhe meghaladja annak előnyeit az egyén számára.

#### Evolúció
Az egyház elfogadja a biológia empirikus megállapításait, és nem tekinti az evolúció elméletét a Szentírás észszerű felfogásával ellentétesnek. 1982-ben határozatot fogadtak el, amely "megerősíti hitét Isten bármilyen módon teremtő dicsőséges képességében, és ezzel a megerősítéssel elutasítja a "kreacionista" mozgalom merev dogmatizmusát." Az egyház szkepticizmusát fejezte ki az intelligens tervezési mozgalommal szemben.

#### Klímaváltozás
Az egyházi szótár az éghajlatváltozást "válságként" határozza meg, amely "súlyos problémákból áll, amelyek akkor merülnek fel, amikor az emberi tevékenység megnöveli a szén-dioxid és más hőt megkötő gázok szintjét a légkörben, és a világ átlaghőmérséklete megemelkedik.", ez a kijelentés, amely az egyház éghajlatváltozással kapcsolatos álláspontját összhangba hozza az ezzel kapcsolatos globális tudományos konszenzussal. Az egyház környezetvédelemmel kapcsolatos érdekképviseleti területei közé tartozik a nettó szén-dioxid-semlegesség, a környezeti igazságosság, a környezeti rasszizmus elleni küzdelem, a megújuló energia támogatása és a fenntarthatósági célok kitűzése és elérése, valamint a munkavállalók, közösségek és gazdaságok támogatása.

#### Oltások
Az egyház „nem ismer el teológiai vagy vallási felmentést tagjaink oltása alól, és megismétli az általános közgyűlés irányelveinek szellemét, miszerint a püspököknek tapasztalt egészségügyi szakemberek tanácsát, tudományos kutatást és járványügyi bizonyítékokat kell kérniük”, ugyanakkor elítéli a hamis kutatások terjesztését, amelyek azt sugallják, hogy az oltások árthatnak." Az egyház hasonló szellemben fejezte ki "súlyos aggodalmát és szomorúságát a könnyen megelőzhető betegségek közelmúltbeli növekedése és az oltásellenes mozgalmak miatt, amelyek gyermekek és felnőttek ezreit károsították meg". Az egyház jóváhagyta a védőoltásokra vonatkozó erősebb kormányzati mandátumokat, és úgy jellemezte az oltás választását, mint „nemcsak önmagunk és családunk, hanem közösségeink iránti kötelességet”, miközben úgy írja le az oltás mellőzését, amikor az orvosilag biztonságos, mint olyan döntést, amely "mások életét veszélyezteti".

## Magyarország
Magyarországon közvetlenül nincs jelen, így temploma, kápolnája sincs. Közvetett módon a Szent Margit Anglikán Episzkopális Egyházon keresztül van jelen, amelynek számos, elsősorban az USA-ból érkezett tagja van, valamint a jelenlegi lelkésze is onnan származik.